# Djaimilia Pereira de Almeida
Djaimilia Pereira de Almeida (Luanda, 1982) es una escritora y activista feminista portuguesa, que destaca por su defensa de los derechos de las mujeres y de las comunidades racializadas.

## Trayectoria
Se trasladó a Portugal con tres años y creció en los alrededores de Lisboa. En 2013, se doctoró en Teoría de la Literatura por la Facultad de Ciencias Sociales y Humanas de la Universidad Nueva de Lisboa.
Fundó y dirige la revista electrónica Forma de Vida. Sus escritos aparecen en revistas como Granta, serrote, Zum, Common Knowledge, Quatro cinco um, Words Without Borders, Pessoa, entre otras. Es autora de varias novelas que han recibido distintos reconocimientos y escribe una columna mensual en el Blog da Companhia.

## Reconocimientos
En 2013, ganó el Prémio de Ensaísmo de la revista brasileña Revista serrote, del Instituto Moreira Salles. Esse cabelo, su primera novela, le otorgó el Prémio Novos 2016 en la categoría de Literatura. Ese mismo año fue una de las finalistas de la iniciativa Rolex Mentor and Protégé Arts. Y solo dos años más tarde, en 2018, su novela Luanda, Lisboa, Paraíso recibió el Premio Literario de la Fundação Inês de Castro, por mayoría unánime.

## Obra
- 2015 – Esse cabelo. Teorema. ISBN 978-972-475-038-5.
- 2017 – Ajudar a cair. Fundação Francisco Manuel dos Santos.
- 2018 – Luanda, Lisboa, Paraíso. Companhia das Letras. ISBN 978-989-665-711-6.
- 2019 – Pintado com o pé. Relógio D'Água.
- 2021 - Os Gestos. Relógio D'Água.